# Marie Imakuláta Neapolsko-Sicilská
Marie Imakuláta (italsky Maria Immacolata Clementina di Borbone-Due Sicilie; 14. dubna 1844 Neapol, Itálie – 18. února 1899 Vídeň, Rakousko) byla princezna bourbonská a obojí Sicílie a rovněž arcivévodkyně rakousko-toskánská.

## Život
Marie Imakuláta byla dcera Ferdinanda II., krále obojí Sicílie, a Marie Terezie Izabely, arcivévodkyně rakouské.
Její sestra Marie Annunziata se vdala za rakouského arcivévodu Karla Ludvíka.
Arcivévodkyně byla proslulá svou krásou, a její tvář se objevila dokonce i v „Schönheitsalbum“ císařovny Alžběty.
Za každý ze svých deseti porodů dostala Marie Imakuláta od císaře Františka Josefa darem jeden perlový náhrdelník, takže jí císařovna Sissi posměšně nazývala „Lovkyně perel“. Mariin syn František Salvátor se roku 1890 v Bad Ischlu oženil s nejmladší dcerou císaře Františka Josefa a Alžběty, Marií Valerií.
Zemřela roku 1899 ve svých 54 letech v Rakousku.
Její hrob se nachází v Ferdinandově hrobce u prostřed kapucínské hrobky ve Vídni. Pět z jejích deseti potomků zemřelo v dětském věku a odpočívají rovněž ve Ferdinandově hrobce.

## Potomci
Dne 19. září 1861 se v Itálii provdala se za Karla Salvátora Toskánského, syna Leopolda II., vévody toskánského a Marie Antonie, princezny bourbonské a obojí Sicílie a měla s ním 10 dětí:
- Marie Terezie (18. září 1862 – 10. května 1933), ⚭ 1886 Karel Štěpán Rakousko-Těšínský (5. září 1860 – 7. dubna 1933), rakouský arcivévoda a těšínský princ
- Leopold Salvátor (15. října 1863 – 4. září 1931), ⚭ 1889 Blanka Bourbonsko-Kastilská (7. září 1868 – 25. října 1949), rakouský arcivévoda a princ toskánský
- František Salvátor (21. srpna 1866 – 20. dubna 1939), rakouský arcivévoda,
⚭ 1890 Marie Valerie Habsbursko-Lotrinská (22. dubna 1868 – 6. září 1924), arcivévodkyně a císařská princezna, uherská, chorvatská, česká a toskánská princezna
⚭ 1934 Melanie z Risenfelsu (20. září 1898 – 10. listopadu 1984)
- Karolína Marie (5. září 1869 – 12. května 1945), ⚭ 1894 August Leopold Sasko-Kobursko-Gothajský (6. prosince 1867 – 11. října 1922), princ Brazilského císařství
- Albrecht Salvátor (22. listopadu 1871 – 27. února 1896), neoženil se a neměl potomky
- Marie Antoinetta (18. dubna 1874 – 14. ledna 1891)
- Marie Imakuláta (3. září 1878 – 25. listopadu 1968), ⚭ 1900 Robert Württemberský (1873–1947)
- Rainer Salvátor (27. února 1880 – 4. května 1889)
- Henrieta (20. února 1884 – 13. srpna 1886)
- Ferdinand Salvátor (2. června 1888 – 28. července 1891)

## Vývod z předků
|                                    |                                     |  |                               |                                    |  |  |  |  |  |  |  | Karel III. Španělský |
|                                    |                                     |  |                               |                                    |  |  |  |  |  |  |  |                      |
|                                    | Ferdinand I. Neapolsko-Sicilský     |  |                               |                                    |  |  |  |  |  |  |  |                      |
|                                    |                                     |  |                               |                                    |  |  |  |  |  |  |  |                      |
|                                    |                                     |  |                               | Marie Amálie Saská                 |  |  |  |  |  |  |  |                      |
|                                    |                                     |  |                               |                                    |  |  |  |  |  |  |  |                      |
|                                    | František I. Neapolsko-Sicilský     |  |                               |                                    |  |  |  |  |  |  |  |                      |
|                                    |                                     |  |                               |                                    |  |  |  |  |  |  |  |                      |
|                                    |                                     |  |                               | František I. Štěpán Lotrinský      |  |  |  |  |  |  |  |                      |
|                                    |                                     |  |                               |                                    |  |  |  |  |  |  |  |                      |
|                                    | Marie Karolína Habsbursko-Lotrinská |  |                               |                                    |  |  |  |  |  |  |  |                      |
|                                    |                                     |  |                               |                                    |  |  |  |  |  |  |  |                      |
|                                    |                                     |  |                               | Marie Terezie                      |  |  |  |  |  |  |  |                      |
|                                    |                                     |  |                               |                                    |  |  |  |  |  |  |  |                      |
|                                    | Ferdinand II. Neapolsko-Sicilský    |  |                               |                                    |  |  |  |  |  |  |  |                      |
|                                    |                                     |  |                               |                                    |  |  |  |  |  |  |  |                      |
|                                    |                                     |  |                               | Karel III. Španělský               |  |  |  |  |  |  |  |                      |
|                                    |                                     |  |                               |                                    |  |  |  |  |  |  |  |                      |
|                                    | Karel IV. Španělský                 |  |                               |                                    |  |  |  |  |  |  |  |                      |
|                                    |                                     |  |                               |                                    |  |  |  |  |  |  |  |                      |
|                                    |                                     |  |                               | Marie Amálie Saská                 |  |  |  |  |  |  |  |                      |
|                                    |                                     |  |                               |                                    |  |  |  |  |  |  |  |                      |
|                                    | Marie Isabela Španělská             |  |                               |                                    |  |  |  |  |  |  |  |                      |
|                                    |                                     |  |                               |                                    |  |  |  |  |  |  |  |                      |
|                                    |                                     |  |                               | Filip Parmský                      |  |  |  |  |  |  |  |                      |
|                                    |                                     |  |                               |                                    |  |  |  |  |  |  |  |                      |
|                                    | Marie Luisa Parmská                 |  |                               |                                    |  |  |  |  |  |  |  |                      |
|                                    |                                     |  |                               |                                    |  |  |  |  |  |  |  |                      |
|                                    |                                     |  |                               | Luisa Alžběta Francouzská          |  |  |  |  |  |  |  |                      |
|                                    |                                     |  |                               |                                    |  |  |  |  |  |  |  |                      |
| Marie Imakuláta Neapolsko-Sicilská |                                     |  |                               |                                    |  |  |  |  |  |  |  |                      |
|                                    |                                     |  |                               |                                    |  |  |  |  |  |  |  |                      |
|                                    |                                     |  | František I. Štěpán Lotrinský |                                    |  |  |  |  |  |  |  |                      |
|                                    |                                     |  |                               |                                    |  |  |  |  |  |  |  |                      |
|                                    | Leopold II.                         |  |                               |                                    |  |  |  |  |  |  |  |                      |
|                                    |                                     |  |                               |                                    |  |  |  |  |  |  |  |                      |
|                                    |                                     |  |                               | Marie Terezie                      |  |  |  |  |  |  |  |                      |
|                                    |                                     |  |                               |                                    |  |  |  |  |  |  |  |                      |
|                                    | Karel Ludvík Rakousko-Těšínský      |  |                               |                                    |  |  |  |  |  |  |  |                      |
|                                    |                                     |  |                               |                                    |  |  |  |  |  |  |  |                      |
|                                    |                                     |  |                               | Karel III. Španělský               |  |  |  |  |  |  |  |                      |
|                                    |                                     |  |                               |                                    |  |  |  |  |  |  |  |                      |
|                                    | Marie Ludovika Španělská            |  |                               |                                    |  |  |  |  |  |  |  |                      |
|                                    |                                     |  |                               |                                    |  |  |  |  |  |  |  |                      |
|                                    |                                     |  |                               | Marie Amálie Saská                 |  |  |  |  |  |  |  |                      |
|                                    |                                     |  |                               |                                    |  |  |  |  |  |  |  |                      |
|                                    | Marie Terezie Izabela Rakouská      |  |                               |                                    |  |  |  |  |  |  |  |                      |
|                                    |                                     |  |                               |                                    |  |  |  |  |  |  |  |                      |
|                                    |                                     |  |                               | Karel Kristián Nasavsko-Weilburský |  |  |  |  |  |  |  |                      |
|                                    |                                     |  |                               |                                    |  |  |  |  |  |  |  |                      |
|                                    | Fridrich Vilém Nasavsko-Weilburský  |  |                               |                                    |  |  |  |  |  |  |  |                      |
|                                    |                                     |  |                               |                                    |  |  |  |  |  |  |  |                      |
|                                    |                                     |  |                               | Karolína Oranžsko-Nasavská         |  |  |  |  |  |  |  |                      |
|                                    |                                     |  |                               |                                    |  |  |  |  |  |  |  |                      |
|                                    | Jindřiška Nasavsko-Weilburská       |  |                               |                                    |  |  |  |  |  |  |  |                      |
|                                    |                                     |  |                               |                                    |  |  |  |  |  |  |  |                      |
|                                    |                                     |  |                               | Jiří z Kirchbergu                  |  |  |  |  |  |  |  |                      |
|                                    |                                     |  |                               |                                    |  |  |  |  |  |  |  |                      |
|                                    | Luisa Isabela z Kirchbergu          |  |                               |                                    |  |  |  |  |  |  |  |                      |
|                                    |                                     |  |                               |                                    |  |  |  |  |  |  |  |                      |
|                                    |                                     |  |                               | Alžběta Augusta Reuss Greiz        |  |  |  |  |  |  |  |                      |
|                                    |                                     |  |                               |                                    |  |  |  |  |  |  |  |                      |